# Ornithogalum vasakii
Ornithogalum vasakii là một loài thực vật có hoa trong họ Măng tây. Loài này được Speta mô tả khoa học đầu tiên năm 1999.